# 安德魯·巴爾
安德魯·巴爾（英語：Andrew Barr；1973年4月29日—），澳大利亚工党籍政治家，現任澳大利亞首都領地（堪培拉）首席部長。安德魯·巴爾是一名同性恋者，在2014年出櫃，是澳洲自2006年以來首個出櫃的政界人士，他和他的伴侣于2019年11月正式登记结婚。巴尔自2006年5月起是首都领地的议会议员。

## 外部連結
- Barr's 2008 ACT Election website*潘朵拉檔案館的存檔，存档日期2004-10-15
- Ministerial Webpage (with photo) （页面存档备份，存于）
- Education Department Website
- Planning Authority Website （页面存档备份，存于）
- Sport and Recreation Website （页面存档备份，存于）
- Tourism Website （页面存档备份，存于）
- Industrial Relations Website
- ACT Budget Papers 2007–08 （页面存档备份，存于）
- ACT Budget Papers 2006–07 （页面存档备份，存于）